# K.O.M.I.T.E.E.
K.O.M.I.T.E.E. — немецкая леворадикальная подпольная автономистская организация, созданная в 1994 г. и ставившая своей целью борьбу с репрессивной внутренней и внешней политикой ФРГ. По мнению полиции, K.O.M.I.T.E.E. является ответвлением AIZ.
Группа наиболее известна по попытке взрыва строящейся тюрьмы для незаконных иммигрантов в Бад-Фрайенвальде. Эта акция была вдохновлена аналогичным взрывом тюрьмы города Вайтерштадт активистами Фракции Красной Армии.